# INS Shikra
L' INS Shikra est une base navale des forces armées indiennes à Colaba, quartier de Bombay qui dépend du Commandement naval ouest de la Marine indienne.

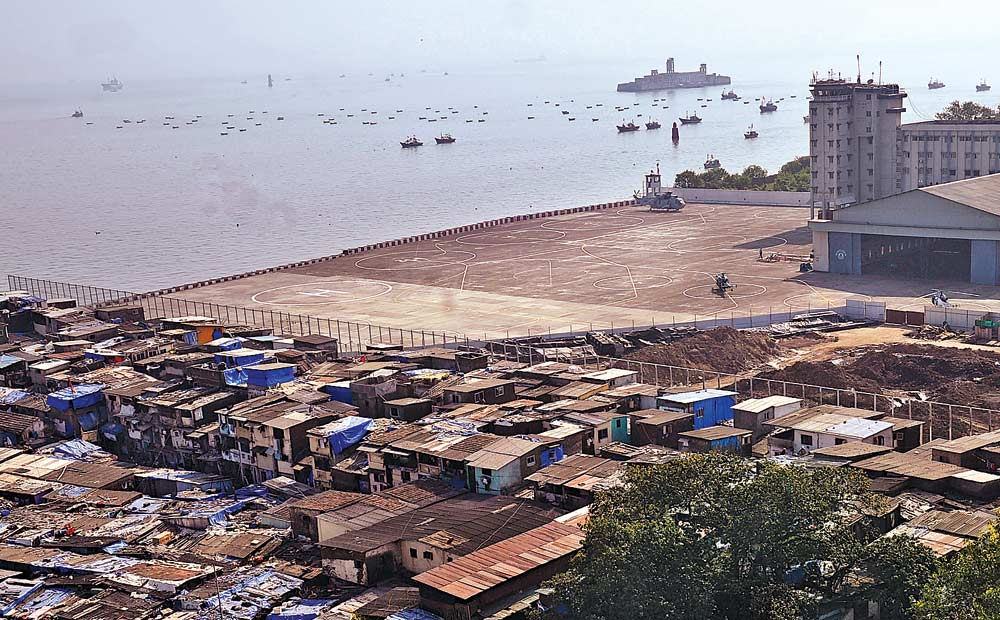
Vue de la base.

La base reprend les anciennes INS Kunjali créée après l'Indépendance, où se situait les anciens canons et l'INS Tatra qui était une batterie côtière. Elle porte le nom de INS Shikra depuis 1998 et accueille des Sea King Mk.42B/C, des Kamov Ka-28/31 et des Chetak ; cette base est aussi utilisée par les Gardes côtes.

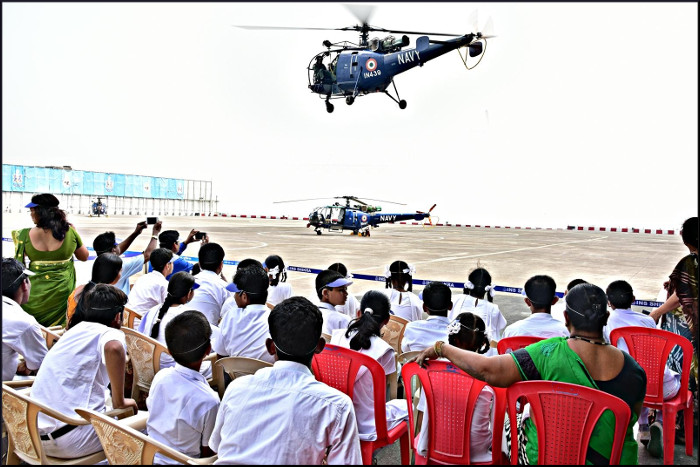
Démonstration de Chetak.